# Chusquea delicatula
Chusquea delicatula är en gräsart som beskrevs av Albert Spear Hitchcock. Chusquea delicatula ingår i släktet Chusquea och familjen gräs. Inga underarter finns listade i Catalogue of Life.